# Yi Hwang
En aquest nom coreà, el cognom és Yi.
Yi Hwang (Hangul 이황, Hanja 李滉, romanització revisada I Hwang, McCune–Reischauer Yi Hwang; 1501–1570) és un dels dos erudits confucianistes coreans més importants de la Dinastia Joseon, l'altre és el seu jove contemporani Yi I (Yulgok). Figura clau entre els autors neoconfucians, fundà l'Escola Yeongnam i configurà la Dosan Seowon, una acadèmia confunciana privada. Yi Hwang és citat sovint pel seu pseudònim literari Toegye ("rierol que es retira"). El seu nom de cortesia era Gyeongho.

## Vida
Yi Hwang va néixer a Ongye-ri, Andong, al nord de la província de Gyeongsang, el 1501. Pertanyia al clan Jinseong Yi, i era el fill més jove dels vuit fills. Era un nen prodigi, i va aprendre els Analectes de Confuci del seu oncle als dotze anys i admirador de la poesia de Tao Qian, va començar a escriure poesia. El seu poejma Yadang (hangul:야당, hanja:野塘, "Estany al salvatge"), escrit a l'edat de divuit anys, és considerada una de les seves principals obres. Al voltant de l'edat de vint anys, es va submergir en l'estudi de I Ching i el neoconfucianisme.
Va venir a Seül quan tenia 23 anys i va entrar a l'acadèmia nacional Sungkyunkwan en 1523. En 1527 va aprovar els exàmens preliminars per esdevenir un funcionari del govern, però va tornar a entrar a Sungkyunkwan a l'edat de 33 i es relacionà amb l'erudit Kim In-hu. Va aprovar els exàmens del servei civil amb els màxims honors en 1534 i va continuar les seves activitats acadèmiques mentre treballava per al govern. Va tornar al seu lloc d'infantesa a la mort de la seva mare, quan tenia 37 anys, i la va plorar durant 3 anys. Va ser nomenat a diversos càrrecs des dels 39 anys i, de vegades dugué a terme diverses ocupacions, inclosa la d'inspector reial secret, o Amhaengeosa (hangul:암행어사, hanja:暗行御史), el 1542. La seva integritat el va fer implacable quan va participar en les purgues de funcionaris corruptes del govern. En nombroses ocasions va ser fins i tot bandejat de la capital pel seu ferm compromís amb els seus principis.
Yi Hwang estava desil·lusionat per les lluites de poder i la discòrdia a la cort reial durant els últims anys de regnat del rei Jungjong i deixà la tasca política. Però, va ser portat de forma contínua del seu retir i va ocupar diversos càrrecs fora de la cort reial i a les zones rurals. Fou el governador de Danyang als 48 anys i governador de Punggi posteriorment. Durant els seus dies a Punggi va reconstruir i va millorar l'acadèmia neoconfuciana privada de Baekundong Seowon establerta pel seu predecessor Ju Se-bung.
Fou nomenat Daesaseong (대사성, instructor en cap) de Sungkyunkwan el 1552 però va rebutjar altres càrrecs importants més endavant. El 1560, va establir el Dosan seodang i restà absort en la meditació, l'estudi i l'ensenyament dels seus deixebles. El rei Myeongjong va tractar de convèncer-lo de nou perquè acceptés un càrrec polític, però es va mantenir ferm en la seva devoció per l'estudi. Finalment va tornar a la cort reial amb 67 anys a petició del rei, quan els enviats de la Dinastia Ming arribaren a Seül.Quan el rei Myeongjong va morir de sobte, el seu successor, el Rei Seonjo nomenà Yi Hwang com a Yejo panseo(hangul:예조판서, hanja:禮曹判書, ministre de ritus) però es va negar a acceptar el nomenament i va tornar a casa un cop més.
No obstant això, el rei va cridar contínuament Yi Hwang de nou i incapaç de negar-se més, va reprendre el càrrec a l'edat de 68 i va escriure molts documents consultius, inclòs el Seonghak sipdo (hangul:성학십도, hanja:聖學十圖, "Deu Diagrames de l'Aprenentatge Sage"). També va donar conferències dels ensenyaments dels erudits confucians de la Dinastia Song Cheng Yi i Cheng Hao, I Ching, Analectes, i Zhang Zai en presència del rei. Finalment es va retirar de la política a l'edat de 70 anys i va morir l'any 1570.
Durant aquests quaranta anys de vida pública van regnar quatre reis (Jungjong, Injong, Myeongjong i Seonjo). A la seva mort, Yi Hwang va ser ascendit pòstumament al més alt rang ministerial, i la seva tauleta mortuòria fou ubicada en un santuari de Confuci, així com en el santuari del rei Seonjo. Els seus deixebles i seguidors reorganitzaren el Dosan seodang a Dosan Seowon in 1574.

## Ensenyaments
Yi Hwang va ser l'autor de molts llibres sobre el confucianisme. Va seguir els ensenyaments dualistes neoconfucians de Zhu Xi, que veu l'i (xinès "li") i el gi (xinès "qi") acom les forces de la fundació de l'univers. Yi Hwang posà l'èmfasi sobre l'i, l'element formatiu, com la força existencial que determina el gi. Aquesta escola de pensament en contrast amb l'escola que se centrava en l'element concret del gi, establerta per la contrapart de Yi Hwang, Yi I. Entendre el patró determinant del i seria més essencial en la comprensió de l'univers que el que reconeixen els principis que governen les manifestacions individuals del gi. Aquest enfocament d'assenyalar la importància sobre el paper de l'i va esdevenir el nucli de l'Escola Yeongnam, on el llegat de Yi Hwang va ser continuat per figures prominents com Yu Seong-ryong i Kim Seong-il.
Yi Hwang també tenia talent per a la cal·ligrafia i la poesia, i escrigué una col·lecció de sijo, una forma poètica de tres versos popular entre els literats de l'època Joseon.

## Obres selectes
Els escrits publicats de Yi Hwang abasten 316 obres en 467 publicacions en 7 idiomes i 3.649 fons de la biblioteca.
- 1599 — 退溪全書
- 1681 — Els Deu Diagrames de l'Aprenentatge Savi (hangul:성학십도, hanja:聖學十圖)
- 1746 — 退溪集
- Esquema i explicacions de les obres de Zhu Xi (hangul:주자서절요, hanja:朱子書節要)
- Comentari a l'escriptura del cor (hangul:심경석의, hanja:心經釋義)
- Història del neoconfucianisme a les dinasties Song, Yuan i Ming (hangul:송계원명이학통록, hanja:宋季元明理學通錄)
- El debat quatre-set (hangul:사칠속편, hanja:四七續篇): discuteix la filosofia de Menci amb Gi Dae-seung

### Deu Diagrames de l'Aprenentatge Savi
La literatura neo-confuciana de Seonghaksipdo va ser composta per Yi Hwang en 1568 per al rei Seonjo. Es tracta d'una sèrie de conferències per als governants a través d'exemples dels savis del passat. Els confucians tradicionals havien afirmat que qualsevol home podria aprendre a ser un savi, els nous confucians van fer que l'ideal de saviesa real i assolible, igual que la il·luminació, fos per als budistes. Yi Hwang intentà de presentar aquest camí començant cada capítol amb un diagrama i text relacionat extret de Zhu Xi o una altra autoritat destacada, i concloent amb un breu comentari. Amb els "Deu diagrames" tenia la intenció de fabricar un paravent amb deu panells, així com un llibre curt, de manera que la ment de l'espectador pogués estar constantment compromesa amb el seu contingut, fins que assimilés totalment el material.

## En la cultura moderna
Toegyero, un carrer al centre de Seül, rep aquest nom en honor d'ell i se'l descriu al bitllet sud-coreà de 1.000 won. El hyeong de taekwondo Toi-Gye rebé aquest nom en honor de Yi Hwang.
S'han establert molts instituts i departaments universitaris de recerca dedicats a Yi Hwang. L'Institut d'Estudis Toegye es va establir a Seül el 1970, la Universitat Nacional Kyungpook i l'Institut Toegye van obrir el 1979, i un institut i biblioteca a la Universitat Dankook el 1986. Hi ha instituts de recerca a Tòquio, Taiwan, Hamburg i els Estats Units.